# Isabel dos Santos
Pour les articles homonymes, voir dos Santos.
Isabel dos Santos, née le 20 avril 1973 à Bakou, RSS Azerbaïdjan, URSS, est une femme d'affaires angolaise et la fille de l'ancien président de la République d'Angola, José Eduardo dos Santos. Selon le magazine Forbes, sa fortune en janvier 2020 s'élève à 2,1 milliards de dollars,, ce qui fait d'elle la première femme africaine milliardaire en dollars, ainsi que la femme la plus riche d'Afrique. Selon ses détracteurs, elle tient sa fortune du système népotique mis en place par son père durant sa présidence, de 1979 à 2017. Plusieurs enquêtes visent les conditions d'obtention de cette fortune.

## Famille et éducation
Isabel dos Santos est la fille aînée de José Eduardo dos Santos, président de la République d'Angola de 1979 à 2017, et de sa première épouse, Tatiana Kukanova, d'origine russe,,,. À Londres, où sa mère vit maintenant, elle a étudié le génie électrique et la gestion d'entreprise. Elle y a aussi rencontré son mari Sindika Dokolo, originaire de la République démocratique du Congo, fils d'un millionnaire congolais et de son épouse danoise. Ils se sont mariés en 2002 à Luanda. Le mariage, une fête de quatre millions de dollars avec 1 000 personnes, a été l'un des mariages les plus somptueux dans l'histoire du pays. Le témoin du mariage était l'ancien ministre du pétrole de l'Angola, Desidério Costa.
Au cours des 20 dernières années, elle a été gestionnaire et a occupé des postes de direction dans des sociétés cotées sur des bourses européennes. En juin 2016, Isabel dos Santos a été nommée — par son père — présidente de la Sonangol, la compagnie nationale angolaise des hydrocarbures.
En mars 2017, en marge de la Conférence internationale sur l'énergie CERAWeek, à Houston, Isabel dos Santos a annoncé que Sonangol avait déjà réduit ses coûts logistiques de 50 % entre 2015 et 2017 dans le cadre du programme de restructuration mis en œuvre dans l'entreprise.
Toujours en marge de cette rencontre, Isabel dos Santos a révélé que la vision de Sonangol est de « créer la nouvelle génération de NOC (compagnies pétrolières nationales) ».
Selon la presse angolaise, José Eduardo dos Santos a cependant décidé, face aux réactions négatives de la part de beaucoup d'Angolais, de la retirer prochainement de ce poste. Toutefois, dans une interview accordée à Reuters lors de la conférence sur l'énergie CERAWeek, Isabel dos Santos a garanti que sa position et le conseil d'administration de Sonangol resteront en place, déclarant : « Nous ne faisons pas partie du gouvernement… Nous avons un mandat clair qui a été donné à l'entreprise et nous allons remplir le mandat »,.
Les enquêtes basées sur les Pandora Papers ont montré que la famille dos Santos et quelques proches de l'élite politique et militaire du pays avaient mis en place un vaste système de kleptocratie qui a détourné plusieurs milliards de dollars.

## Activités commerciales
Isabel dos Santos est décrite par le journal portugais Público comme « une femme de bonnes affaires, extrêmement intelligente et dynamique, qui est aussi professionnelle et sympathique. » Le Financial Times écrivait en mars 2013, lors d'une interview, que « Même certains critiques reconnaissent le talent indépendant de Isabel dos Santos comme femme d'affaires. » Dans la même interview, Isabel dos Santos dit qu'elle est une femme d'affaires, pas une femme politique,. À l'âge de 24 ans, Isabel dos Santos a rejoint les affaires en utilisant l'influence de son père. Elle a commencé ses activités à Luanda dans les années 1990, et a travaillé comme ingénieur chef de projet dans Urbana 2000, une entreprise qui a remporté le contrat pour le nettoyage et la désinfection de la ville. En 1997, à 24 ans, elle a ouvert sur l'île de Luanda le Miami Beach Club, une des premières boîtes de nuit de la capitale angolaise.
Isabel dos Santos est rapidement devenue une figure clef de la gestion des biens de la famille en créant plusieurs holdings pour acquérir la propriété et la participation de certaines entreprises en Angola et à l'étranger, en particulier au Portugal.
En 2012, Isabel dos Santos se rend au Maroc pour réaliser plusieurs investissements dans le royaume chérifien, une motivation freinée par de « puissants hommes d'affaires marocains » qui voient d'un mauvais œil l'arrivée d'une personnalité controversée dans le monde des affaires du Maroc.
Au novembre de 2015, la BBC a élu Isabel dos Santos comme une des 100 femmes les plus influentes du monde. Dans le cadre de la série BBC 100 Women, qui choisit chaque année les femmes qui se sont démarquées dans leur domaine, Isabel dos Santos est sélectionnée pour intégrer la liste en raison de son rôle prépondérant au sein de l’économie et du développement du continent africain,.

### Investissements au Portugal
Depuis 2008, elle a des intérêts dans les télécommunications, les médias, la vente au détail et dans l'industrie de l'énergie, à la fois en Angola et au Portugal. En plus de son intérêt commercial dans le pétrole et les diamants, Isabel dos Santos possède également des participations dans la société de ciment angolaise Nova Cimangola société dont son mari est membre du conseil d'administration.
Par la holding Unitel International Holdings BV, Isabel dos Santos est l'actionnaire majoritaire de ZON Multimédia. Elle détient également des participations au Banco Português de Investimento. Isabel dos Santos possède, depuis 2006, des actions dans Galp Energia conjointement avec la société pétrolière Sonangol, à travers leur holding commune de législation européenne, basée en Hollande, nommée Esperanza Holding. Après un jugement de 2021, elle doit rendre ses parts dans la holding Esperanza (pour une valeur de 422 millions d'euros) à la Sonangol. Isabel dos Santos est un des fondateurs et membre du conseil d'administration de Banco BIC Português, qui a récemment acquis Banco Português de Negócios, une banque nationalisée.
Le 27 novembre 2012, elle a rejoint, avec des fonctions non exécutives, le conseil d'administration de ZON Multimédia Le 14 décembre 2012, Isabel dos Santos a annoncé l'invitation faite aux actionnaires de ZON Multimédia pour la fusion avec Sonaecom par incorporation, donnant naissance à un nouvel opérateur. Après le feu vert de l'autorité de la concurrence, la fusion des deux entreprises a été officialisée le 27 août 2013, avec le transfert à ZON Optimus. Avec ce transfert de participations, Sonaecom et Isabel dos Santos détiennent désormais plus de 50 % de participation dans la nouvelle société NOS depuis mai 2014, issue de la fusion. À cette époque, Isabel dos Santos a annoncé une nouvelle stratégie de l'entreprise avec une vision multi-marchés. Le 1er octobre 2013, Isabel dos Santos a participé à la première assemblée générale de Zon Optimus.
Le point de départ, cependant, fut la création d'Unitel. Le développement d'un système de talkie-walkie ouvre la voie à son incursion dans les télécoms et, après un processus d'appel d'offres considéré comme équitable, elle a créé le plus grand opérateur de téléphonie mobile en Angola, en partenariat avec Portugal Telecom, Sonangol et Vidatel. Unitel International, une plateforme d'investissement d'Unitel dans laquelle Portugal Telecom n'a pas de présence, a acquis l'opérateur T+, au Cap-Vert, et a obtenu la licence pour être le deuxième opérateur de télécommunications à Sao Tomé-et-Principe,,. En vertu de cet investissement Isabel dos Santos a annoncé lors d'une visite à Sao Tomé-et-Principe qu'Unitel va investir dans l'éducation dans le pays pour former des ingénieurs, cadres et autres techniciens et également pour se concentrer sur la création d'emplois.
Dans une interview au cours du New York Forum Africa, qui s'est tenue en juin 2013 à Libreville, au Gabon, Isabel dos Santos a déclaré que l'avenir des télécommunications en Afrique est au-delà des téléphones mobiles et devrait se concentrer sur la connectivité à haute capacité et grande bande large pour connecter le continent africain,.
La banque qu'Isabel dos Santos possède à 19 %, la Banque populaire d'investissement, est sur le point d'obtenir un  plan de sauvetage de 1,5 milliard d'euros du contribuable portugais.

### Investissements en Angola
La Condis, qu'Isabel dos Santos contrôle à 51 %, a signé un partenariat avec le groupe portugais Sonae en avril 2011, pour le développement et l'exploitation d'une entreprise de commerce de détail en Angola. Ils ont lancé en Angola une chaîne de supermarchés Continente en 2013 comme au Portugal. Ses activités couvrent aussi les secteurs de la banque, avec la Banque de développement d'Angola, et les télécommunications, avec Unitel.
En juin 2016, son père José Eduardo dos Santos, dans sa qualité de président de l'Angola, la nomme présidente de la Sonangol, la compagnie nationale angolaise des hydrocarbures, mais elle en est démise le 15 novembre 2017 par le nouveau président angolais João Lourenço.
En septembre 2017, le président dos Santos accorde la concession portuaire de Barra do Dande (en), à l'embouchure du Dande, à Atlantic Ventures, une société dont Isabel dos Santos est actionnaire. En juin 2018, João Lourenço annule le décret de son prédécesseur. Isabel dos Santos intente plusieurs procès et réclame 850 millions de dollars d'indemnisation mais les tribunaux d'arbitrages internationaux se déclarent incompétents.
En août 2020, dos Santos démissionne du conseil d'administration d'Unitel et dénonce un « climat de conflit permanent » au sein du CA. Elle détient toujours 25 % de l'entreprise. En décembre 2020, le tribunal suprême des îles Vierges britanniques, un paradis fiscal où est enregistrée la société Vidatel qui possède les parts d'Unitel d'Isabel dos Santos, décide de suspendre les droits d'Isabel dos Santos et de la remplacer par un administrateur judiciaire à la tête de Vidatel.
En octobre 2022, l'État angolais annonce la nationalisation des parts d'Isabel dos Santos et du général Leopoldino Fragoso do Nascimento, dit « Dino » (qui détient aussi 25 % du capital via la société Geni). L'État angolais récupère ainsi 100 % du capital de la société,.

### Holdings
Holdings créées par Isabel dos Santos dans les dernières années:
- Unitel International Holdings BV (changement de nom de Kento et Jadeium, basée à Amsterdam, « parapluie » de ses investissements dans ZON Multimédia) ;
- Santoro Finance (basée à Lisbonne, les banques, etc) ;
- Esperanza (basée à Amsterdam, l'énergie, le pétrole, etc) ;
- Condis (basée à Luanda, le commerce de détail) ;
- Ciminvest (Isabel dos Santos est un investisseur dans Ciminvest SA qui détient une participation dans la société angolaise de ciment Nova Cimangola)[55].

## Croix-Rouge
En octobre 2016, Isabel dos Santos est nommée directrice du bureau exécutif de la Croix-Rouge angolaise. En décembre 2016, les employés de la Croix-Rouge demandent sa démission car les salaires ne sont pas payés depuis 6 mois.

## Critiques, accusations de corruption et procès
Dans les années 2010, Isabel dos Santos déclare ne pas avoir d'intérêts dans les médias portugais ni de l'Angola, mais son emprise croissante dans le secteur des communications au Portugal est jugée préoccupante par certains médias, dont plusieurs expriment publiquement leur mécontentement à la suite des transactions effectuées en 2012. Des éditoriaux dénoncent même une visée monopolistique dans certains secteurs des médias.
Isabel dos Santos, alors l'une des plus riches entrepreneuses d'Afrique, étend ses activités vers l'Europe, sans diversification des industries qu'elle dessert. Elle a aussi été accusée de partialité politique et de délits d'initié via des contacts au Portugal où elle aurait une stratégie d'entrisme dans l'économie portugaise. De 2009 à 2012, ses parts ont exponentiellement augmenté dans des secteurs de la communication et du système financier qui sont aussi ses priorités d'investissement pour ses propres entreprises en Angola et à l'étranger. Le souci des agents économiques portugais peut être justifié par la vague d'achats récente.
Le 20 août 2013, Isabel dos Santos a participé au BRICS Business Council à Johannesbourg, où des entrepreneurs et investisseurs du Brésil, Russie, Inde, Chine et Afrique du Sud et d'autres pays africains ont cherché à accroître les liens entre les BRICS et l'Afrique en termes de commerce, d'industrialisation et d'investissement. Là, le président de la Banque africaine de développement, Donald Kaberuka, a félicité Isabel dos Santos pour son rôle exemplaire dans le développement des économies africaines,,.
Peu après son accession au pouvoir, le nouveau président angolais, João Lourenço, s'attaque au népotisme mis en place par son prédécesseur : il limoge Isabel dos Santos de Sonangol en novembre 2017, puis Sindika Dokolo, le gendre de José Eduardo dos Santos, impliqué dans le commerce de diamants et José Filomeno (en), le fils de José Eduardo dos Santos, de la présidence du fonds souverain angolais en janvier 2018. Malgré ces limogeages, la famille dos Santos contrôle toujours de nombreux pans de l'économie angolaise,.
En décembre 2017, après que le successeur d'Isabel Dos Santos à Sonagol ait découvert qu'elle avait ordonné, après avoir quitté l'entreprise, un transfert (en millions) la compagnie pétrolière angolaise vers une entreprise de Dubaï via la banque EuroBic, la Sonangol ouvre une enquête sur de possibles détournements de fonds à hauteur de plusieurs millions d'euros par Isabel dos Santos.
En mars 2018, la justice angolaise ouvre une enquête sur un transfert de 28 millions d'euros réalisé par la Sonangol alors dirigée par Isabel dos Santos,.
Le 30 décembre 2019, dans le cadre d'une autre enquête de détournement de fonds en Angola portant sur plusieurs centaines de millions d'euros, ses comptes bancaires en Angola sont saisis et les actifs des entreprises qu'elle possède sont bloqués. Mais la majorité de son patrimoine est hors du pays.
En janvier 2020, l'ancienne députée européenne du Portugal Ana Gomes porte plainte contre Isabel dos Santos pour blanchiment d'argent (100 millions d'euros). En réponse, Isabel dos Santos porte plainte en diffamation contre Gomes. Dos Santos quitte ensuite le Portugal pour Dubaï.
Dans le cadre de l'enquête angolaise sur les détournements de fonds à la Sonangol, en février 2020, la justice portugaise accède à la demande de la justice angolaise et gèle les avoirs d'Isabel dos Santos au Portugal.
Il apparaît qu'en 2006, la Sonangol a vendu 40 % de ses parts dans la coentreprise Esperanza à Exem Energy (entreprise néerlandaise propriété de Sindika Dokolo, mari de dos Santos). Puis Sonangol a vendu à la société de Dokolo une participation de 99 millions de dollars pour un dépôt initial de 15 millions de dollars. En 2021, cette participation vaut plus de 500 millions de dollars. En juillet 2021, l'Institut néerlandais d'arbitrage (nl) condamne dos Santos à rendre les 422 millions d'euros d'actions de Galp détenues via une holding avec la Sonangol, à la Sonangol. Le tribunal estime que la transaction de 2006 est « nulle et non avenue » et la décrit comme « kleptocratique ».
En novembre 2022, l'agence de presse officielle portugaise Lusa annonce qu'Interpol a lancé un mandat d'arrêt international à l'encontre d'Isabel dos Santos consécutif à la demande de la justice angolaise (pour des accusations de blanchiment d'argent, fraude et détournement de fonds). Les représentants de dos Santos affirment ne pas avoir été notifiés officiellement de ce mandat d'arrêt.
Le 1er décembre 2022, Isabel dos Santos fait appel à la société américaine de lobbying Stryk Global Diplomacy pour défendre ses intérêts auprès du gouvernement américain. L'accord passé par Isabel dos Santos avec ce cabinet de lobbying s'élève à 5 millions d'euros.
En juin 2023, la justice néerlandaise la reconnaît coupable d'un détournement de 52,6 millions d'euros via Exem Energy auprès de la Sonangol.

### Luanda Leaks
Le 19 janvier 2020, le Consortium international des journalistes d'investigation (ICIJ) publie sous le titre Luanda Leaks un rapport détaillé sur la manière dont dos Santos a amassé sa richesse et comment elle « a fait fortune au détriment du peuple angolais ». Ce dossier est basé sur environ 715 000 documents reçus par le consortium, détaillant les pratiques, participations et transactions financières ayant permis à Isabel dos Santos et à son mari, Sindika Dokolo, de détourner une grande quantité de l'argent public de l'Angola vers des paradis fiscaux.
Trois jours après ces révélations de l'ICIJ, dans la nuit du 22 janvier 2020, Nuno Ribeiro da Cunha (45 ans, le gestionnaire de fortune personnel d'Isabel dos Santos et par ailleurs directeur de la banque privée EuroBic, dont 42 % des actions ont été acquises par Isabel Dos Santos) est retrouvé mort dans le garage de sa maison de Lisbonne. Cette mort survient alors que le procureur général de l'Angola, Hélder Pitta Grós, venait à Lisbonne rencontrer son homologue portugais, Lucília Gago, après avoir annoncé l'imputation à Isabel Dos Santos de crimes de corruption et d'enrichissement illicite.
L'ICIJ (et divers journaux partenaires) révèlent en 2020 un accord datant de 2015 détaillant la volonté d'Isabel dos Santos d'entrer sur le marché lucratif des boissons en Angola (et alors que son entreprise était déjà soutenue par le gouvernement de son père via un congé fiscal de 10 ans). En 2020, la justice allemande enquête sur un prêt de 55 millions de dollars fait par KfW-Ipex-Bank (une banque allemande, filiale de la Kreditanstalt für Wiederaufbau, l'une des plus grandes agences de financement gouvernementales au monde) à une brasserie en partie propriété d'Isabel dos Santos. Les procureurs soupçonnent un blanchiment d'argent. L'enquête sur ce prêt est close en raison d'un manque de preuve mais, en 2021, KfW-Ipex-Bank reçoit toutefois 178 000 $ d'amende pour manquement à la loi allemande sur le blanchiment d'argent. Isabel dos Santos a affirmé ne pas être au courant du prêt bancaire de KfW, et que la brasserie n'avait aucun lien avec l'État angolais.
Le 20 décembre 2023, la Haute Cour de Justice d'Angleterre, basée à Londres, ordonne le gel de 672 millions d'euros (580 millions de livres sterling) détenus par Isabel dos Santos dans le cadre d'un procès intenté par Unitel. Elle est accusée de s'être illégalement enrichie lors de plusieurs prêts faits en 2012 et 2013 par Unitel à Unitel International Holdings B.V., une société contrôlée par Isabel dos Santos,,.

### Sanction américaine
Le 9 décembre 2021, lors de la Journée internationale de lutte contre la corruption, le département d'État des États-Unis interdit à Isabel dos Santos d'obtenir un visa pour les États-Unis. Cette sanction est prise en raison de l'implication de dos Santos dans la corruption et le détournement d'argent public. La sanction concerne aussi les membres de sa famille,.

### Sanctions britanniques
Le 21 novembre 2024, le gouvernement britannique gèle les avoirs de dos Santos au Royaume-Uni et lui interdit de voyager dans le pays. Le ministère des Affaires étrangères l'accuse d'avoir détourné environ 350 millions de livres sterling via Unitel et Sonangol.